# Havilandia pruinosa
Havilandia pruinosa är en insektsart som beskrevs av George Darby Haviland. Havilandia pruinosa ingår i släktet Havilandia och familjen hornstritar. Inga underarter finns listade i Catalogue of Life.